# Friedrich Kurth (Bauingenieur)
Friedrich Kurth (* 4. Mai 1911 in Tanndorf; † 15. Mai 1988 in Belgrad) war ein deutscher Bauingenieur und Professor für Stahlbau und Fördertechnik. Zudem war er Gründungsdirektor des Instituts für Statik und Stahlbau, Dekan und Rektor der Technischen Hochschule Magdeburg sowie Prorektor für Forschung/Prognose und Wissenschaftsentwicklung.

## Leben und Wirken
Karl Friedrich Kurth wurde in Tanndorf, Kreis Grimma als Sohn eines Bauunternehmers geboren. 1931 legte er an der Deutschen Oberschule Rochlitz in Sachsen das Abitur ab. Er trat beruflich in die Fußstapfen seines Vaters und ging an die Technische Hochschule Dresden, um hier von 1931 bis 1935 Bauingenieurwesen zu studieren mit dem Abschluss als Diplom-Ingenieur (Dipl.-Ing.). Zum 1. Mai 1933 trat er der NSDAP bei (Mitgliedsnummer 2.435.086). Nach seinem Studium nahm er bis 1938 eine Tätigkeit im Technischen Büro für Statik und Stahlbau Professor Kurt Beyer in Dresden auf. Er qualifizierte sich in Seminaren zur Technischen Mechanik der Professoren Kurt Beyer, Erich Trefftz und Constantin Weber. Mit einer Dissertation über Kugeldrehverbindungen von Tagebaugroßgeräten wurde er 1938 zum Doktor-Ingenieur (Dr.-Ing.) promoviert.
Hieran schloss er von 1939 bis 1946 eine Industrietätigkeit bei der Dortmunder Union Brückenbau AG an. Danach war er bis 1950 im väterlichen Baubetrieb in Tanndorf tätig.
1950 ging er als Dozent an die Fachschule für Schwermaschinenbau in Roßwein in Sachsen und lehrte die Fächer Statik und Stahlbau. Hier schrieb er sein erstes Lehrbuch unter dem Titel „Stahlbau“, das sich zu einem Standardwerk für die Stahlbauausbildung an Hoch- und Fachschulen entwickelte.
1955 wurde er als Professor mit Lehrauftrag an die erst 1953 gegründete Hochschule für Schwermaschinenbau Magdeburg berufen. Kurth bestimmte wesentliche Etappen in deren kontinuierlicher Entwicklung auf dem Wege zur Technischen Hochschule und später zur Technischen Universität. Seit 1955 nahm er die Leitung des Instituts für Technische Mechanik wahr. 1961 wurde er Professor mit Lehrstuhl und war mit Aufbau und Leitung eines Instituts für Statik und Stahlbau und einer Fachrichtung Fördertechnik befasst.
Von 1956 bis 1958 übte er das Amt des Dekans der Fakultät für Mathematik, Naturwissenschaften und technische Grundwissenschaften aus. Anschließend war er von 1958 bis 1960 Dekan der Fakultät für Maschinenbau.
Von 1962 bis 1966 hatte Kurth das Amt des Rektors der Technischen Hochschule Magdeburg inne in der Nachfolge von Ernst-Joachim Gießmann. Hieran schloss er unmittelbar von 1966 bis 1970 die Funktion des Prorektors für Forschung/Prognose und Wissenschaftsentwicklung an. Sein Nachfolger im Amt des Rektors wurde Manfred Beckert.
Mit seinen Forschungsarbeiten ist ihm eine Synthese von Maschinenbau und Bauingenieurwesen gelungen sowie die Entwicklung des Lehr- und Forschungsgebietes „Stahlbau der Fördertechnik“. Diese Ergebnisse spiegeln sich in seiner Buchreihe „Fördertechnik“ in 5 Bänden wider, mit der er nationale und auch internationale Anerkennung erlangt hat.
Nach Erreichen der Altersgrenze 1976 wurde Kurth emeritiert. Er war aber weiterhin als Bausachverständiger tätig sowie als Gastprofessor und Vortragender an Universitäten des In- und Auslandes. Kurth starb 1988 in Jugoslawien auf einer wissenschaftlichen Vortragsreise.

## Mitgliedschaften und Ehrungen (Auswahl)
- langjähriger Vorsitzender des Klubs der Intelligenz in Magdeburg
- Mitglied des Präsidialrates des Kulturbundes der DDR
- 1959 Verdienter Techniker des Volkes
- 1964 Vaterländischer Verdienstorden in Bronze
- 1969 Johannes-R.-Becher-Medaille in Silber
- 1970 Pestalozzi-Medaille in Silber
- 1976 Alexander-Humboldt-Medaille in Gold
- Ehrenpromotion zum Dr. techn. h. c. durch die Technische Universität Graz

## Publikationen (Auswahl)
- Stahlbau, Bd. 1: Berechnung und Bemessung der Elemente von Stahlkonstruktionen. Fachbuchverlag, Leipzig 1955, 2. Auflage 1957, 3. Auflage 1960, Verlag Technik, Berlin 4. Auflage 1962, 5. Auflage 1965, 6. Auflage 1967, 7. Auflage 1969, 8. Auflage 1974.
- Stahlbau, Bd. 2: Stahltragwerke der Krane und Tagebaugroßgeräte. Fachbuchverlag, Leipzig 1958
- Martin Scheffler, G. Jiři Pajer, Friedrich Kurth: Grundlagen der Fördertechnik – Einführung, Bauteile und Maschinensätze, Grundlagen des Stahlbaus. Verlag Technik, Berlin 3. Auflage 1968, 4. Auflage 1971, 5. Auflage 1975, 6. Auflage 1982, 7. Auflage 1987
- G. Jiři Pajer, Manfred Pfeifer, Friedrich Kurth, J. Hojdar: Tagebaugroßgeräte und Universalbagger. Verlag Technik, Berlin 1971, 2. Auflage 1979, ISBN 978-3-341-00452-4
- G. Pajer, H. Kuhnt u. F. Kurth: Stetigförderer. Verlag Technik, Berlin 2. Auflage 1974, 3. Auflage 1977, 4. Auflage 1983, 5. Auflage 1988